# Jenny Nowak
Jenny Nowak (* 28. června 1955, Jihlava), vlastním jménem Jana Moravcová, je česká spisovatelka a redaktorka, která se věnuje především žánru historické fikce.

## Životopis
Narodila se v Jihlavě, kde bydlela do svých patnácti let. Poté v Třebíči na střední škole vystudovala návrhářství obuvi. V tomto oboru však nesetrvala dlouho. Během své „předspisovatelské“ kariéry za komunistického režimu vykonávala zejména manuální práce, například v zemědělství nebo v ZOO.[zdroj?]
Po roce 1989 se začala intenzivně zajímat o vampýrské mýty v kulturních dějinách, a tak nedlouho poté začal vznikat její první román – Nemrtvý (1994). Po jeho vydání se konečně rozhodla pro spisovatelskou dráhu, což si vyžádalo další studia.[zdroj?]
Je vdova, má jednu dceru – Katrin (*1977), se kterou také spolupracovala na knihách Smích šakalího boha (1998) a Pláč prokletého krále (1999). Pracuje jako jazyková a odborná redaktorka pro různá pražská nakladatelství. Ve volném čase se ráda věnuje jízdě na koni. Stále se aktivně zajímá o lidové legendy, mýty a historii, zejména Egypta a Balkánu. Již několikrát navštívila Transylvánii a je sběratelkou klasických černobílých filmových hororů zlaté éry.

## Dílo

### Transylvánská série
- Nemrtvý (Mht 1994; Netopejr 2006)
- Dračí krev (Mht 1995, Netopejr 2005)
- Stín anděla (Mht 1997)
- Trůn pro mrtvého (Netopejr 2000; Netopejr 2009)
- Rozesmátá smrt (Netopejr 2002)
- Krvavé býlí (Netopejr 2004)
- Vlčí píseň (Netopejr 2005)
- Pozdní host (Netopejr 2008)
- Komnata bez oken (Netopejr 2012)
- V řetězech (Netopejr 2016)

### Egyptská série
- Smích šakalího boha (1998; Apsida 2002) – spoluautorství Katrin Ebrová
- Pláč prokletého krále (Apsida 1999) – spoluautorství Katrin Ebrová
- Loď v písku (Metafora 2007)

### Čelákovická série
- Jiná rasa (Apsida 1997; Netopejr 2007)
- Noční lovci (Netopejr 2011)
- Dcera Vlčic (Netopejr 2019)